# Rasmus Quist Hansen
Rasmus Nicolai Quist Hansen (Middelfart, 5 april 1980) is een Deens roeier. Hij nam driemaal deel aan de Olympische Spelen en werd hierbij eenmaal olympisch kampioen en won ook één bronzen medaille.

## Biografie
In 2004 kwalificeerde hij zich in de lichte dubbeltwee voor de Olympische Spelen in Athene.  Samen met Mads Rasmussen roeide hij naar een vierde plaats. In 2006 en 2007 werd het Deense viertal twee keer wereldkampioen.
Ook in 2008 nam het duo Rasmussen-Quist deel aan de Olympische Spelen. In de finale van de lichte dubbeltwee behaalde ze de bronzen medaille. In 2012 behaalde het Deense duo voor de eerste maal de olympische titel.

## Palmares

### Lichte dubbeltwee
- 2001: 6e WK
- 2002:  WK
- 2003: 8e WK
- 2004: 4e  OS Athene
- 2005:  WK
- 2006:  WK
- 2007:  WK
- 2008:  OS Peking
- 2011: 5e WK
- 2012:  OS Londen

### Lichte vier-zonder
- 1999: 5e WK
- 2000: 5e WK
- 2009:  WK

### Dubbel-vier
- 2008: 8e EK

1996: Michael Gier & Markus Gier ·
2000: Tomasz Kucharski & Robert Sycz ·
2004: Tomasz Kucharski & Robert Sycz ·
2008: Mark Hunter & Zac Purchase ·
2012: Mads Rasmussen & Rasmus Quist ·
2016: Jérémie Azou & Pierre Houin ·
2020: Fintan McCarthy & Paul O'Donovan ·
2024: Fintan McCarthy & Paul O'Donovan